# Гринченко, Пётр Дмитриевич
Пётр Дми́триевич Гри́нченко (1 (13) февраля 1869 — не ранее 1918) — русский офицер-артиллерист,  полковник (1915). Герой Первой мировой войны.

## Биография
В 1887 году после окончания Петровского Полтавского кадетского корпуса вступил в службу. В 1888 году после окончания Михайловского артиллерийского училища по I разряду произведён в подпоручики и выпущен в 20-ю артиллерийскую бригаду.
В 1892 году произведён в поручики, в 1896 году за отличия в штабс-капитаны, в 1900 году в капитаны. В 1908 году произведён в подполковники — командир 6-й батареи 20-й артиллерийской бригады. С 1910 года командир 1-й батареи 5-го мортирного артиллерийского дивизиона и 3-й батареи 52-й артиллерийской бригады.
С 1914 года участник Первой мировой войны во главе своей батареи. В 1915 году за боевые отличия произведён в полковники — командир 1-го дивизиона 86-й артиллерийской бригады. С 1916 года командир 1-го дивизиона 102-й артиллерийской бригады.

Высочайшим приказом от 5 мая 1915 года за храбрость награждён Георгиевским оружием: 
За то, что   3 ноября 1914 г. с рассветом, когда противник открыл жестокий артиллерийский огонь по занятой накануне нашей пехотой дер. Котовице, быстрым выездом и метким огнем своей батареи ослабил огонь противника и тем дал возможность полку укрепиться на позиции у этой деревни

Высочайшим приказом от 5 февраля 1916 года за храбрость награждён орденом Святого Георгия 4-й степени:
За то, что 14 мая 1915 года, командуя 1-м дивизионом 52-й артиллерийской бригады, и находясь на наблюдательном пункте, под сильным ружейным и пулеметным огнем, искусно направляя огонь батареи, разрушил проволочные заграждения неприятельских окопов и укреплений, и заставил замолчать пулеметный огонь противника, чем дал возможность частям 3-х полков атаковать и овладеть фортами под гор. Синявой. В настоящее время командир артиллерийского дивизиона
После Октябрьской революции с 1918 года служил в армии Украинской державы — командир Сердюцкого артиллерийского полка. С 10 августа 1918 года находился в распоряжении начальника Главного артиллерийского управления.

## Награды
- Медаль «В память царствования императора Александра III» (1896)
- Орден Святого Станислава 3-й степени (ВП 01.08.1901)
- Орден Святой Анны 3-й степени (ВП 02.06.1906[3])
- Медаль «В память 300-летия царствования Дома Романовых» (1913)
- Орден Святого Владимира 4-й степени с мечами и бантом (ВП 26.02.1915)
- Георгиевское оружие (утв. ВП 05.05.1915)
- Орден Святого Георгия 4-й степени (26.09.1915[4]; утв. ВП 05.02.1916)
- Орден Святой Анны 2-й степени с мечами (утв. ВП 24.05.1916)